# Diplulmaris antarctica
Diplulmaris antarctica es una especie de medusa de la familia Ulmaridae.

## Descripción

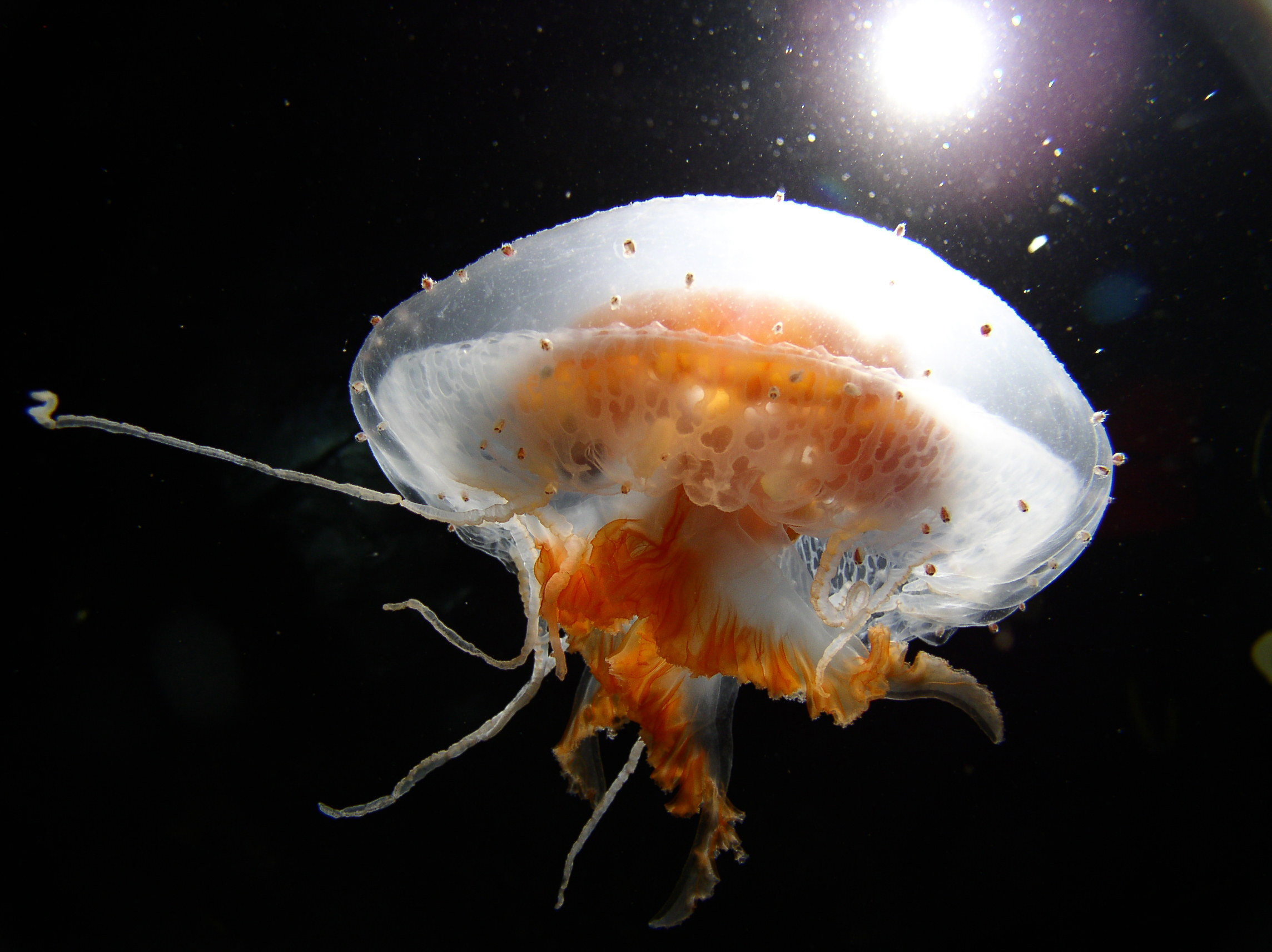
Diplulmaris antarctica con anfípodos, costa frenre a la Base McMurdo en la Isla de Ross.

Crece aproximadamente hasta los 4 cm de ancho. Tiene entre 16 y 48 tentáculos blancos comprimidos lateralmente. Cuenta con una gastrodermis de color anaranjada y brazos orales del mismo color.
Esta medusa se encuentra normalmente infestada de Hyperiella dilatata. Estos anfípodos hyperiidea aparecen como puntos blancos en la superficie de la campana, y parece que no se comen la medusa.

## Dieta
La Diplulmaris antarctica se alimenta de copépodos, larvas de Euphausiacea, Medusas, ctenóforos, larvas de pez, y pterópodos moluscos como Clione antarctica y Limacina antarctica.

## Distribución
Esta especie se encuentra en la Antártida, en aguas de la plataforma continental cerca de la superficie en la Península antártica.